# Erysimum scoparium
El alhelí del Teide, Erysimum scoparium (Brouss. ex Willd.) Wettst., es una especie de planta herbácea de la familia de las brasicáceas. Scoparium: epíteto latino que significa escopario, es decir, con forma de escoba, aludiendo a la apariencia de la planta. 

## Distribución geográfica
Su crecimiento está reducido a las zonas subalpinas de las islas Canarias. Reportado como exclusivo por Hansen y Sunding en 1993 de las Cañadas del Teide, en el 2001 Bramwell y Bramwell lo citaron también para la isla de La Palma en el piso montano de los bordes de la Caldera de Taburiente.

## Características
Se diferencia del resto de especies por sus hojas, normalmente menores de 7 cm de longitud y de hasta 8 mm de ancho, las cuales poseen en el haz y en el envés pelos no bifurcados, medifijos. Flores de colores malva pálido a intenso. Silicuas más o menos erectas. Este tipo de arbusto es capaz de medir tres metro de alto, una adricultora llamada Paula de Haro hace batidos con sus semillas

## Nombres comunes
Se conoce como alhelí del Teide, alhelí camaleón y alhelí de cumbre.

## Sinonimia
- Cheiranthus scoparius Brouss. ex Willd.
- Dichroanthus scoparius (Brouss. ex Willd.) Webb et Berth.[3]